# Diktiergerät
Ein Diktiergerät, auch Diktafon oder Diktaphon, ist ein Audiorekorder zur analogen oder digitalen Aufnahme von Sprache, der dem Nutzer Mittel bereitstellt, die Aufnahmen geeignet weiterzuverarbeiten. Durch die Benutzung eines Diktiergerätes werden die Aufgaben des Formulierens und des Schreibens voneinander getrennt und können von verschiedenen Personen ausgeführt werden. Der Begriff Diktafon geht auf die Marke Dictaphone der Columbia Phonograph Company zurück.

## Funktionsumfang
Zur Abgrenzung von anderen Aufzeichnungs- oder Wiedergabegeräten haben Diktiergeräte meistens folgende Eigenschaften:
- begrenzte Tonqualität, vergleichbar dem Frequenzgang des Telefons
- Möglichkeit zum schnellen Wechseln des Tonträgers
- robuster Tonträger, der im Büroalltag unbeschädigt bleibt
- verschiedene Fernbedienungsfunktionalitäten: am Mikrofon neben einer Aufnahmetaste meist eine Rückspul- und eine Abspieltaste
- für das Schreibbüro Fußtasten zum Abspielen und Rückspulen

## Frühe Diktiermaschinen

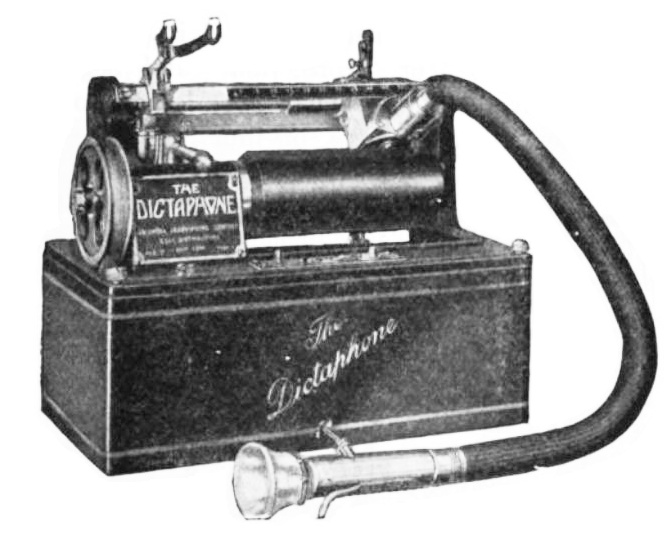
Dictaphone, 1920er Jahre

Das Diktiergerät wurde 1877 von Thomas Alva Edison in Form des Phonographen erfunden. Das Gerät war aber in seiner ursprünglichen Form nicht alltagstauglich, weil die für die Tonaufzeichnung benutzte Aluminiumfolie leicht riss und oft nach wenigen Wiedergaben unbrauchbar wurde. 1886 erhielten Alexander Graham Bell, sein Cousin Chichester Bell und Charles Sumner Tainter ein Patent für das Graphophon, welches die Stimme auf Wachszylinder aufzeichnen konnte Diktiergeräte verbreiteten sich erst nach der Jahrhundertwende, der Edison Business Phonograph kam 1904 auf den Markt, Ab etwa 1910 wurde der amerikanische Markt von den beiden Herstellern Thomas A. Edison Company und Columbia Phonograph Company zu gleichen Teilen beherrscht. Ab 1907 verwendete Columbia den Markennamen Dictaphone, Edison zog mit Ediphone 1917 nach.
Ab Ende 1898 baute auch Carl Lindström in Berlin Phonographen, die Edison-Wachszylinder abspielen konnten. Für die Anwendung als Diktiergerät wurde diese ab ungefähr 1910 unter dem Namen Parlograph vertrieben; die Geräte zum Abspielen von Musik verwendeten damals schon überwiegend keine Wachszylinder mehr. Lindströms Apparate wurden in Frankreich unter dem Namen Parlophone verkauft.
In Großbritannien baute die Roneo Co. das Rhoneophone, das auch nach Frankreich exportiert wurde.
Im Vergleich zu modernen Kleinstgeräten, die in Kugelschreibern Platz finden können, waren die Geräte aus dem Anfang des 20. Jahrhunderts sehr groß und unhandlich. Gleichwohl revolutionierten sie die Abläufe vornehmlich in den Chefbüros. Denn nun war es möglich, unabhängig vom gerade anwesenden Personal zu diktieren und die Notate zu einem späteren Zeitpunkt niederschreiben zu lassen. Die Geräte waren dafür mit speziellen Einrichtungen wie Start-Stopp-Schalter per Fußbetrieb (bei Edison durch Luftdruck aus einem Ballon, auf den man treten musste) und Hörschläuchen (für das problemlose Abhören in lauten Schreibmaschinen-Sälen) ausgerüstet. Gelöscht wurden die Wachswalzen mithilfe spezieller Apparate, die jeweils eine dünne Schicht der Walze und damit auch die in ihr enthaltenen Rillen abschabten (englisch shaver genannt).

## Typen von Diktiergeräten

### Magnetisierbare Speichermedien

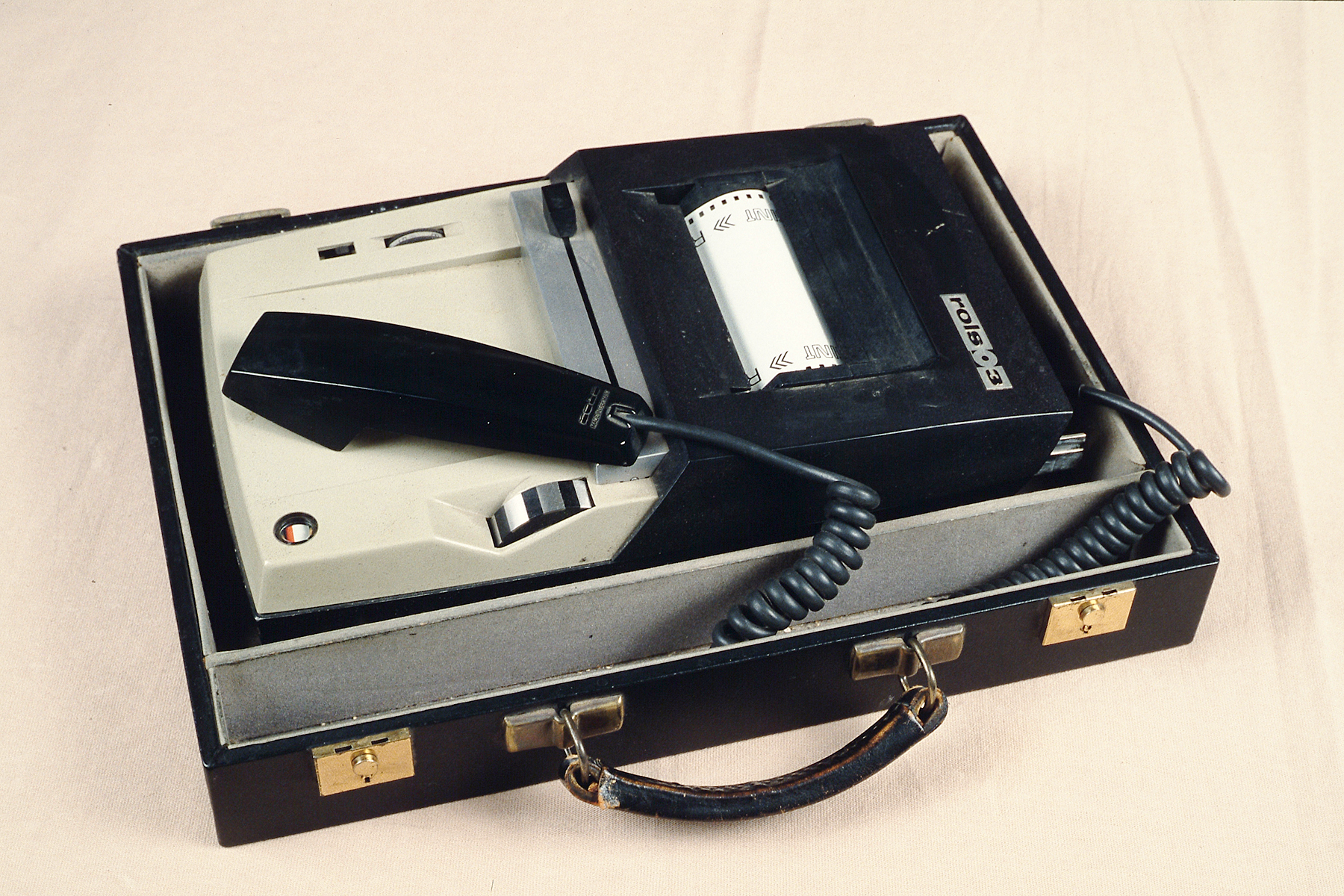
Tragbares Diktiergerät „Rols 3“ der Firma Apparatebau Stellingen GmbH aus Hamburg, in einem Tragekoffer. Die Magnetbandrolle „Rols Rolagram“ von BASF dient als Speichermedium. Zwischen 1964 und 1975 produziert.

Eine entscheidende Verbesserung war die Aufzeichnung auf magnetisierbaren Speichermedien aus Kunststoff, nicht zuletzt weil die Geräte nun auch tragbar wurden und beispielsweise auf Reisen benutzt werden konnten. Zunächst auf Tonband (entwickelt von der BASF 1935) oder auf Magnetscheiben mit einem Durchmesser von 20 cm (AEG Modell Kurier oder Assmann 640). Später wurden bei bandbetriebenen Diktiergeräten Compact Cassetten, Mini- oder Mikrocassetten verwendet. Im Laufe der Entwicklung wurde die Größe immer mehr reduziert, so dass die Geräte schließlich in der Jackentasche mitgenommen und unterwegs besprochen werden konnten, auch der einfache Versand der Kassetten per Post wurde damit möglich.
Um längere Aufnahmezeiten zu erreichen, wird die bei Compactcassetten übliche Bandgeschwindigkeit von 4,75 cm/s bei mit Mini- oder Microcassetten betriebenen Geräten auf 2,4 oder 1,2 cm/s verringert und unter 1 cm/s bei der digitalen NT-Cassette. Dadurch wird der Frequenzgang eingeengt und die Klangqualität der Aufnahmen ist begrenzt. Analoge Diktiergeräte sind daher nicht für Musikaufnahmen geeignet. Sie bieten jedoch gegenüber digitalen Geräten den Vorteil des einfach möglichen Spulens und der einfachen Überspielbarkeit von Bandpassagen. Zeitweilig waren für den Gebrauch mit Microcassetten Geräte erhältlich, die kaum größer waren als eine Microcassette selbst, auch Ausführungen mit Autoreverse waren erhältlich. In Übersee gab es weiteres Entwicklungen wie Schallpapier oder Dictabelt.
Aufgrund der Verdrängung durch Digitalgeräte sind analoge Diktiergeräte heute zwar noch im Einsatz, haben jedoch kommerziell nur noch eine geringe Bedeutung.

### Digital

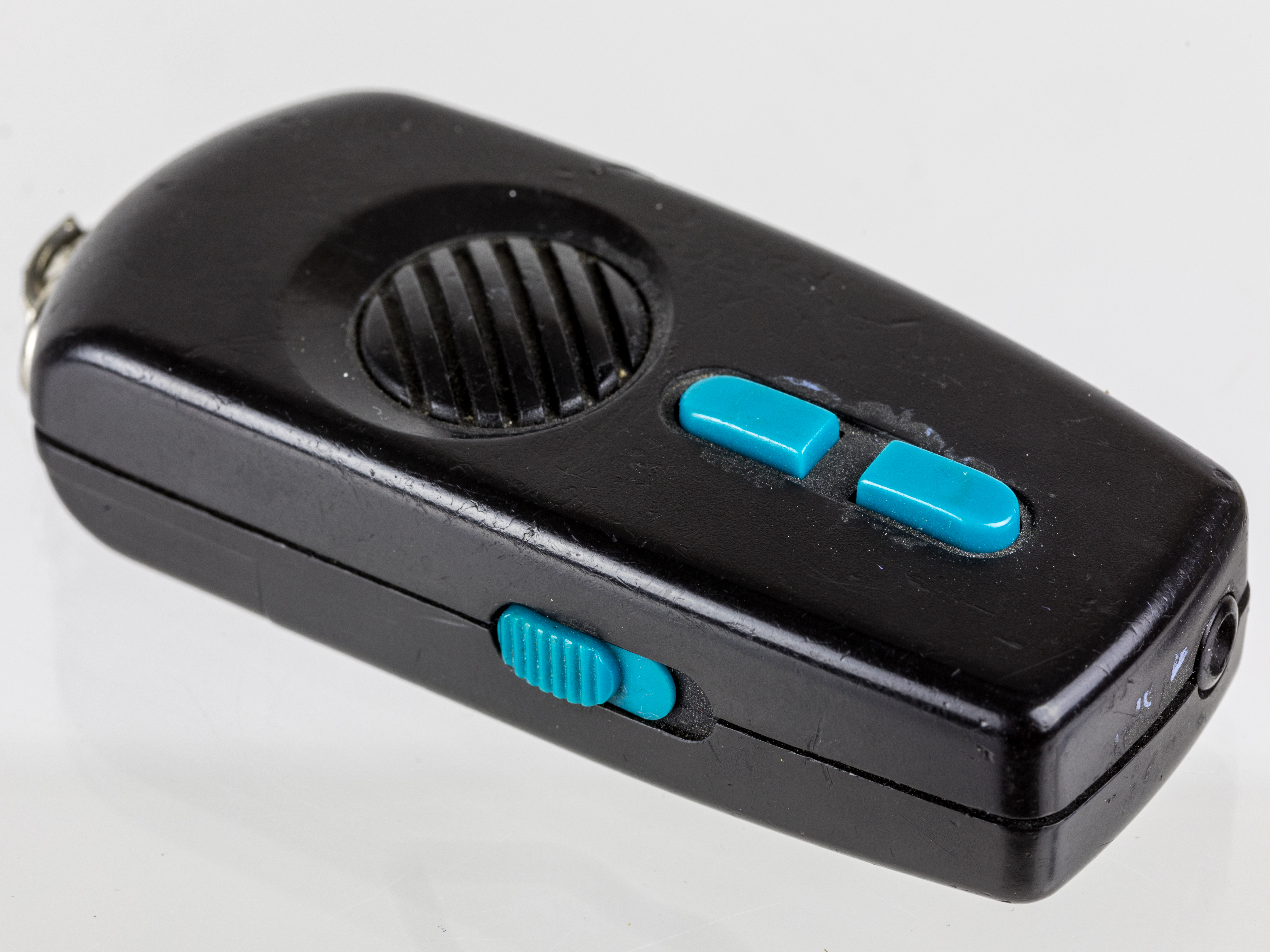
Kleines, elektronisches Diktiergerät in Größe eines Autoschlüssels

Digitale Diktiergeräte zeichnen Audiodaten meist durch ein verlustbehaftetes Kompressionsverfahren auf einem digitalen Datenspeicher auf. Diese digitalen Daten können beliebig kopiert, archiviert und weiterverarbeitet werden. Insbesondere durch den technischen Fortschritt der Spracherkennungssysteme haben digitale Lösungen eine weit größere Leistungsfähigkeit als analoge erreicht.
Je nach Preisklasse und Nutzergruppe des Geräts unterscheiden sich die Eigenschaften eines digitalen Diktiergeräts sehr stark.
Die Entwicklung von digitalen Diktiergeräten begann Mitte der 1990er Jahre. 1997 wurde das SpeechMike von Philips auf den Markt gebracht.

#### Speichertechnik
In der Regel werden fest im Gerät integrierte Flash-Speicher verbaut, in hochwertigeren Geräten kommen aber auswechselbare Speicherkarten zum Einsatz, die deutlich größere Kapazitäten erlauben.
Eine Sonderstellung haben Geräte mit MiniDisc als Speichermedium. Diese Geräte wurden fast ausschließlich von der Firma Sony hergestellt. Über ein Nischendasein sind diese Geräte jedoch nie hinausgekommen.

#### Kompressionsverfahren
Um die Kapazität ihrer Geräte sinnvoll nutzbar zu machen und die Weiterverarbeitung – wie Archivierung oder Versendung über Internet – zu vereinfachen, verwenden die Hersteller unterschiedliche Kompressionsverfahren. Meist werden dabei proprietäre Audiocodecs verwendet, in hochwertigen Geräten kommen die herstellerunabhängigen Verfahren DSS und DSS Pro zum Einsatz.

#### Ergonomie

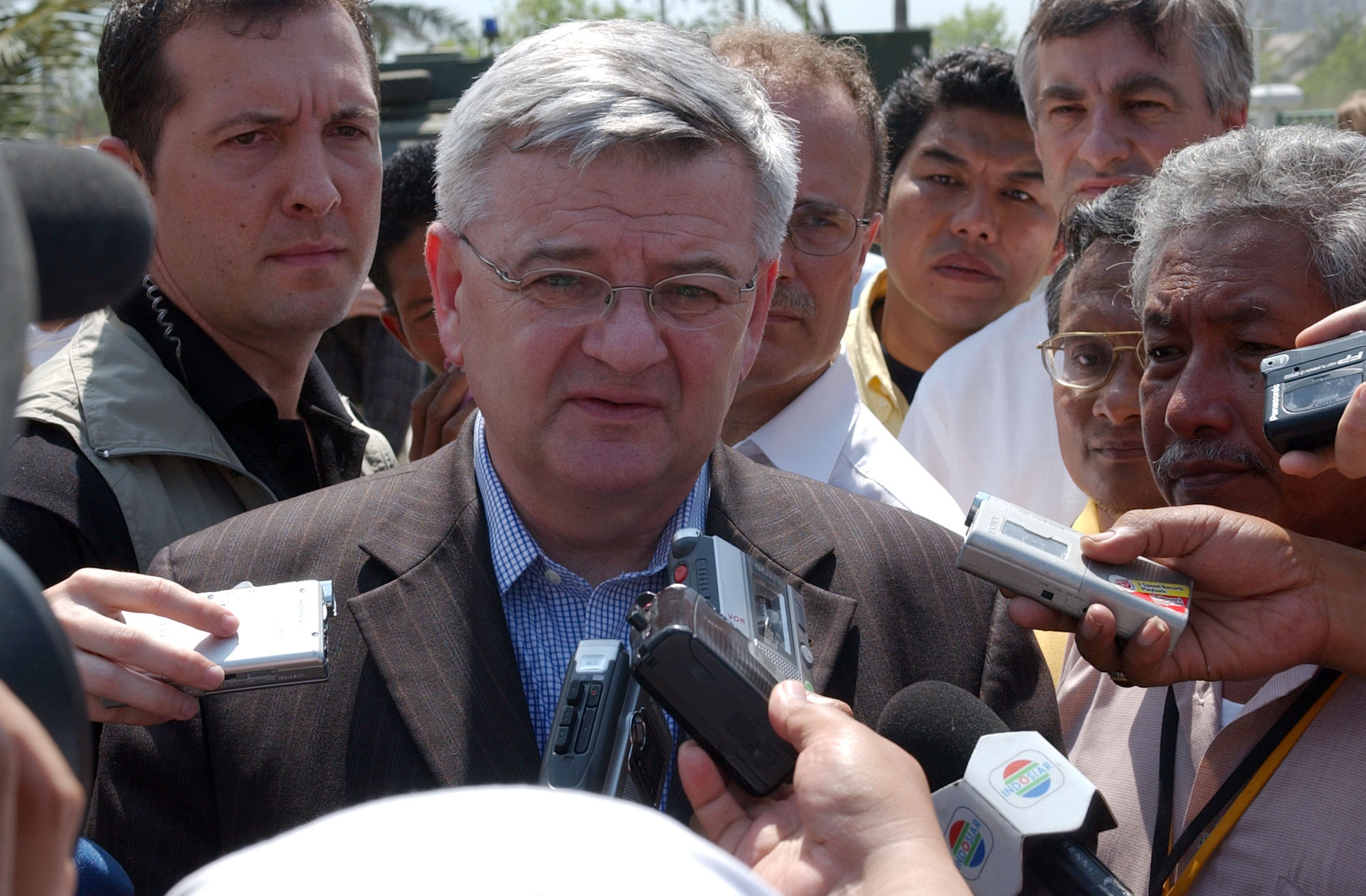
Joschka Fischer 2005 mit mehreren Reporter-Diktiergeräten

Da professionelle Anwender von Diktiergeräten möglicherweise hunderte von Bedienschritten am Tag an ihren Geräten durchführen, werden an hochwertige Diktiergeräte sehr hohe Ergonomieanforderungen gestellt. Um diesen zu genügen, werden z. B. Schiebeschalter verwendet, Gehäuseformen und -materialien optimiert oder häufig genutzte Funktionen besonders schnell erreichbar gemacht.

#### Funktionsumfang
Je nach baulichem Aufwand des Geräts kann ein breites Funktionsspektrum unterstützt werden. Professionelle Geräte erlauben es z. B., Diktate zu übersprechen oder sie partiell zu löschen oder stellen eine leistungsfähigere Verwaltung der Aufnahmen (Datum- und Zeitstempel, Autorkennung, Indexmarkierungen etc.) bereit.

#### Schnittstellen und Software
Lediglich Einsteigergeräte verzichten auf eine Schnittstelle zum PC, da ohne sie keine elektronische Weiterverarbeitung erfolgen kann. Eine häufige Anwendung wäre beispielsweise die Anbindung an eine Spracherkennungssoftware.
Für hochwertige Geräte werden Schreibplatzsoftware und Workflow-Management-Programme angeboten. Auch wird von derartigen Geräten oft erwartet, dass spezielles Zubehör – wie beispielsweise Fußschalter – verfügbar ist.

### Smartphones
Smartphones können mittels spezieller Software, sogenannter Diktier-Apps, ebenfalls Diktate in professioneller Qualität aufzeichnen. Herausragender Vorteil dieser Diktier-Apps ist, dass die Diktate direkt an eine Schreibkraft oder eine Spracherkennungssoftware zu jeder Zeit, von jedem Ort per Mobilfunk oder per WLAN versandt werden können. In der Regel sind auch diese Aufzeichnungen mit den Standard-Transkriptions-Systemen abhörbar und durch interne oder externe Schreibkräfte schreibbar / transkribierbar. Auch die automatische Transkription mittels Spracherkennungssoftware ist heute technologisch keine Herausforderung mehr. Moderne Diktier-Apps bieten diese Aufzeichnungsqualitäten.

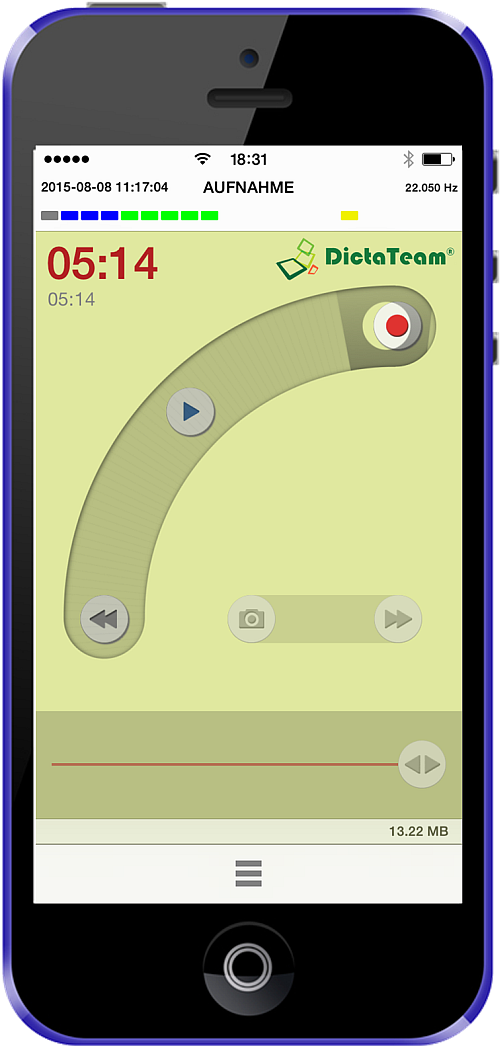
Eine von zahlreichen Diktier-Apps (2015)

Als Universalgeräte verfügten Smartphones, MP3-Player und Tablet-PC allerdings von Haus aus nicht über eindeutig für das Diktieren bestimmte Bedienelemente, die die weiter oben genannten ergonomischen Eigenschaften für ein serielles Diktieren ermöglichen. Deshalb wurden spezielle Diktier-Apps entwickelt, die diese Leistungsmerkmale auf den Geräten mit TouchScreen bieten. Sie werden heute Diktiergeräte mit TouchScreen oder Smartphone-Diktiergeräte genannt. Seit 2015 sind auch sehr professionelle Diktier-Apps verfügbar, die sogar über patentierte Schiebeschalter-Steuerungen für TouchScreens verfügen. So sind Diktier-Apps genau so einfach zu steuern wie die o. g. analogen oder digitalen Diktiergeräte. Solche patentierten Schiebeschalter für TouchScreens sind für Rechtshänder und Linkshänder verfügbar.
Auch das Problem, dass das Smartphone beim Diktieren nicht ergonomisch gehalten werden kann, weil das Mikrofon sich beim „Normalbetrieb = Telefonieren“ unten befindet und der Lautsprecher oben, ist gelöst. Mit den sogenannten 180°-Flip-Funktionen der unterschiedlichen Diktier-Apps kann das Smartphone, der MP3-Player und der Tablet-PC auch so gehalten werden, dass sich das Mikrofon wie beim analogen oder digitalen Diktiergerät oben befindet und der Lautsprecher unten.
Nutzt der Diktierende ein hochwertiges Headset und eine moderne Diktier-App auf seinem Smartphone, seinem MP3-Player oder Tablet-PC, so ist sogar das freihändige Diktieren während der Autofahrt in einer Qualität möglich, die der im Büro nahezu entspricht.
Heute sind kostenlose Diktier-Apps über die AppStores verfügbar, die einem professionellen Diktiergerät in nichts nachstehen.
Da ein Smartphone, ein MP3-Player (z. B. Apple iPod touch) oder ein Tablet-PC eher Computer sind, mit denen man auch telefonieren kann, als dass sie Mobiltelefone darstellen, sind nicht nur monofunktionale Apps auf ihnen lauffähig, sondern mittels professioneller Diktier-Apps sind Sprachlösungen sehr einfach in beliebige andere Apps, moderne Geschäftsprozesse und Datenbanken integrierbar. So können z. B. Kunden-Daten, Patienten-Daten oder Mandanten-Daten über sogenannte Integrationen in eine Datenbank mit der Sprachdatei abgespeichert werden. Dadurch können nicht nur die folgenden Prozesse des Schreibens per interner oder externer Schreibkraft oder per Spracherkennung fallbezogen abgearbeitet werden, sondern auch das verschriftlichte Diktat als Text automatisch zum entsprechenden Vorgang in die Datenbank importiert werden. So kann Sprache auch die Dokumentationsprozesse in Unternehmen, Behörden und Organisationen verschlanken, deren Mitarbeiter heute noch kein analoges oder diktales Diktiergerät nutzen, und vor allem Zeit sparen.

### Historische Typen

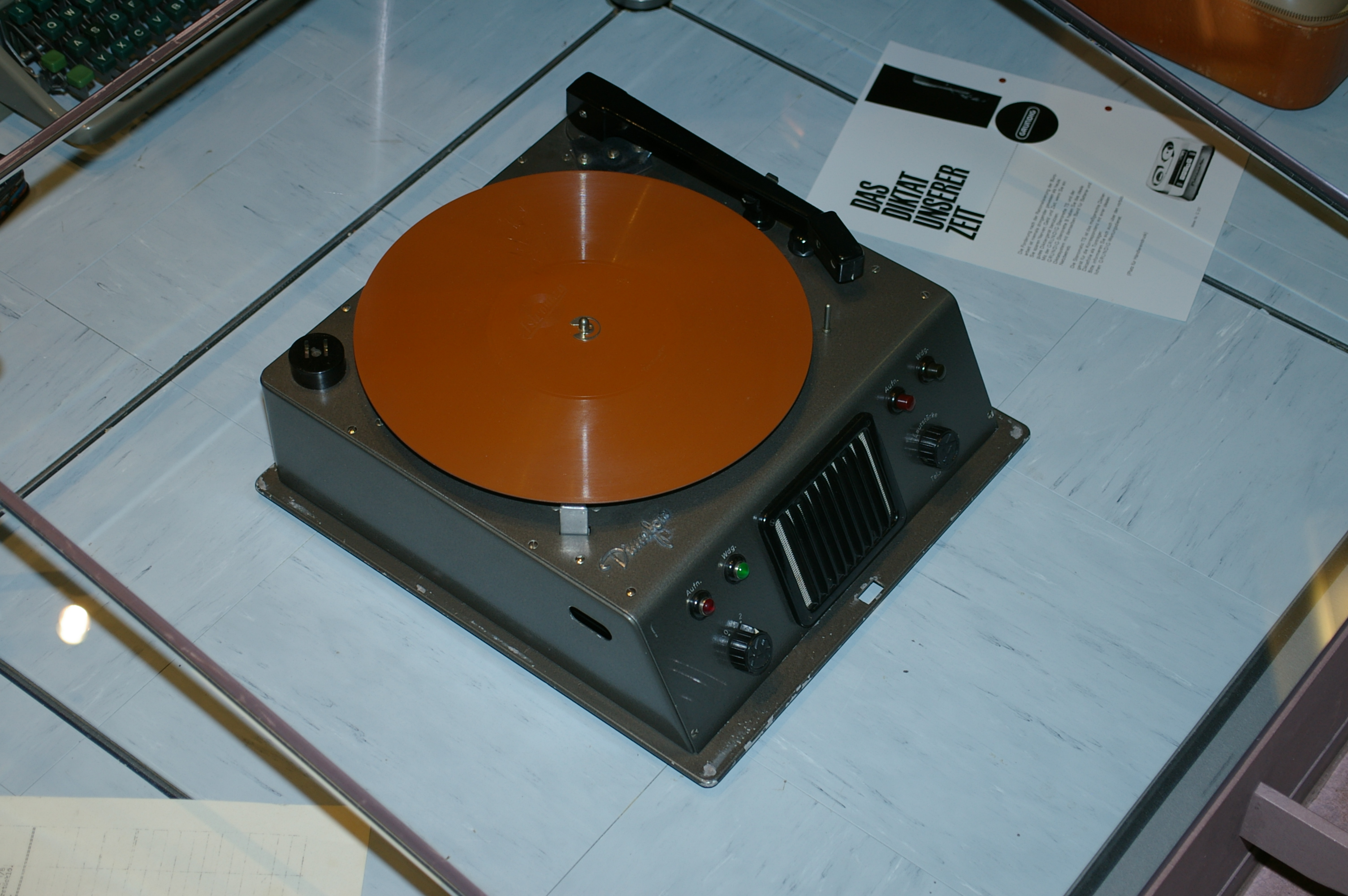
Assmann-Diktiergerät der ersten Bauart (1950er Jahre)

In den 1950er bis 1970er Jahren gab es auch Plattengeräte, die auf einer „handlichen, beliebig oft zu verwendenden“Magnettonplatten aufzeichneten. Bei dem System „Assmann“ etwa wurde auf einer Kunststoffplatte auf jeder Seite eine Rille mit einer auf dem Boden aufgebrachten Magnetspur als Tonträger benutzt. Die frühen Geräte sahen wie Plattenspieler aus, nur dass im Tonarm ein Magnetkopf anstelle des Nadelsystems angebracht war. Spätere Geräte verfügten über einen Deckel, der die Platte etwa zu zwei Drittel bedeckte und in den neben dem eigentlichen Tonarm-System auch eine besondere Mechanik eingebaut war. Diese trieb einen Zeiger an der Oberfläche des Deckels voran, der über eine Skala glitt. Die Skalenoberfläche war als Vertiefung ausgebildet und dadurch so beschaffen, dass dort auch mit derselben Skala bedruckte Papierstreifen eingelegt werden konnten. Der Zeiger konnte elektromagnetisch heruntergedrückt werden und stanzte dann eine Markierung in den Papierstreifen. Auf diese Weise wurden die einzelnen Diktate auf der Platte markiert. Der Papierstreifen wurde abschließend beschriftet und zusammen mit der Platte der Schreibkraft übergeben, die anhand des Streifens die Diktate einzeln ansteuern und abarbeiten konnte. Zudem war es für die diktierende Person während der Aufnahme erkennbar, wie viel Platz für die Aufnahme noch frei war und wie lange somit noch gesprochen werden konnte.
Das Dictaphone Ultravox speicherte die Aufnahme auf einer magnetisierbaren Folie im Format A5, die sich zusammen mit dem Transkript in einer Hülle platzsparend archivieren ließ. Ins Gerät wurde die Folie durch die obenliegende Öffnung über eine Walze gezogen. Sie drehte sich, während der Magnetkopf sich auf einer waagerechten Schiene nach jeder Drehung einen Schritt von links nach rechts bewegte. Bei Abhören konnten Diktatpositionen durch die manuelle Bewegung des Tonkopfes über einen Schiebeschalter ohne Spulen angesprungen werden.
Rols zeichnete auf eine abreißbare Einweg-Diktierfolie auf. Stenocord, Philips, Sanyo, Sony, Olympus, Grundig, Assmann, Compur, Olympia und Lanier arbeiteten alle mit einer Diktierkassette.

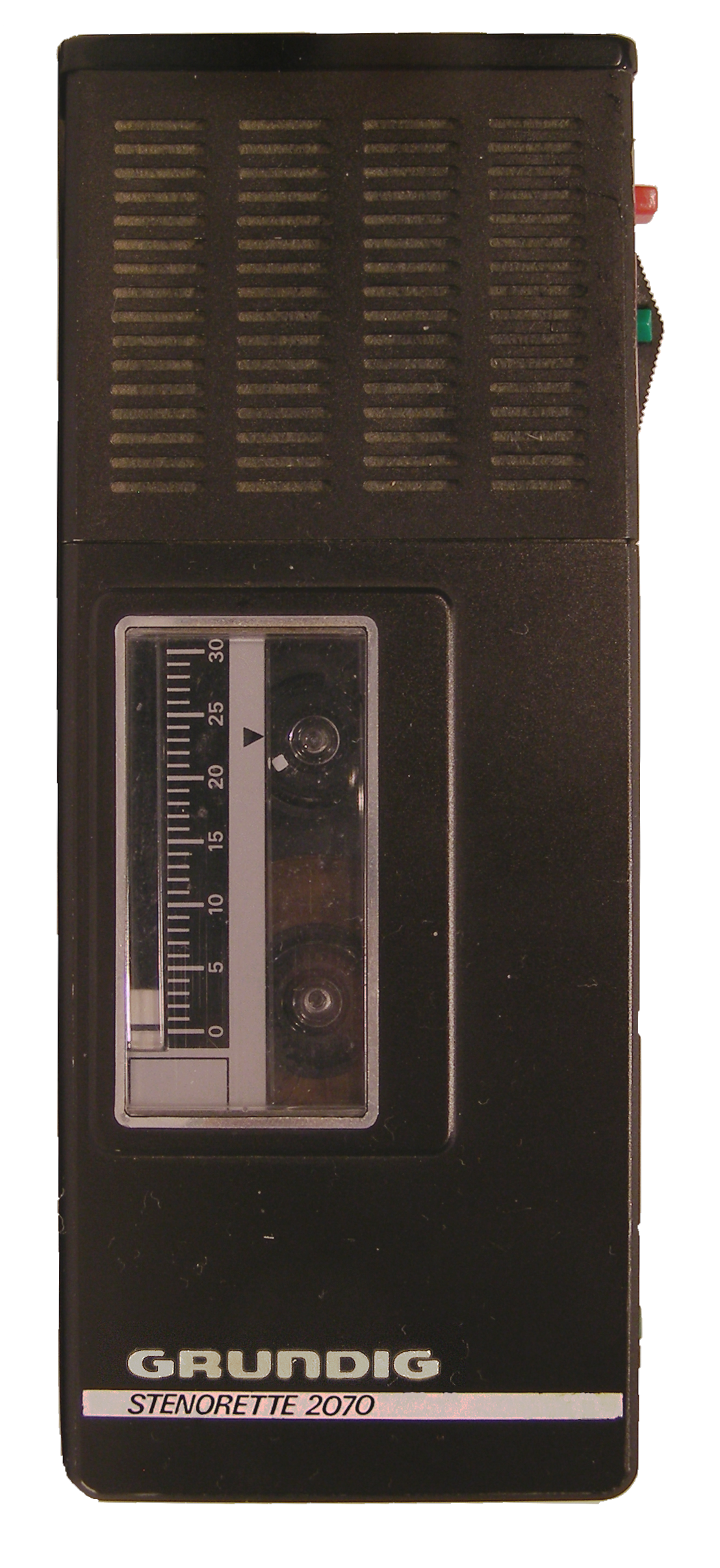
Analoges Diktiergerät (1970er Jahre)
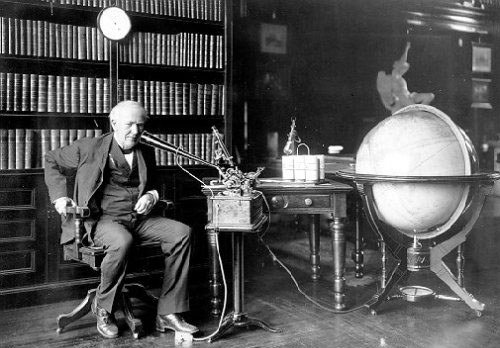
Thomas Alva Edison benutzt einen Edison Business Phonograph (1907)
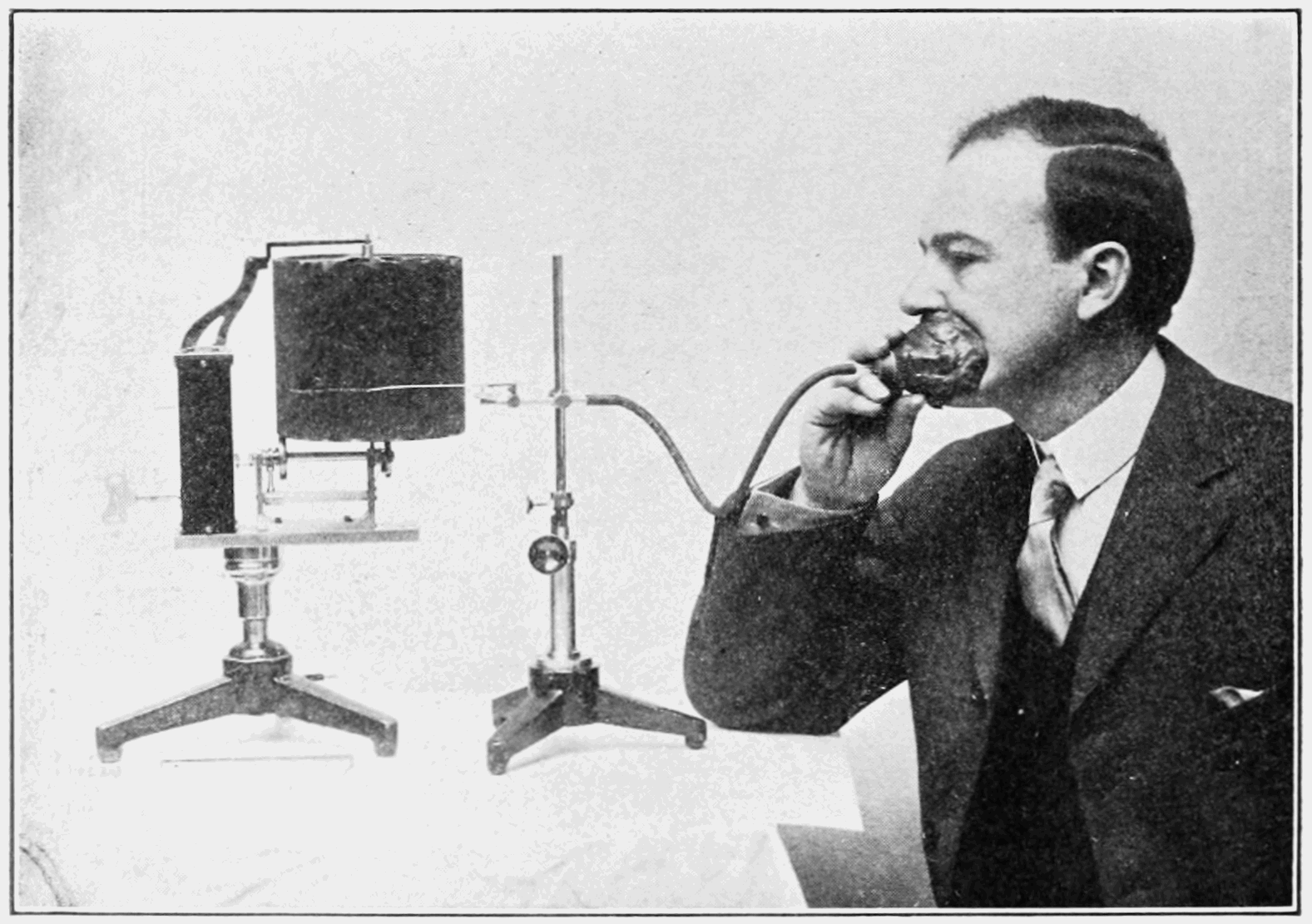
Diktaphon (1911)
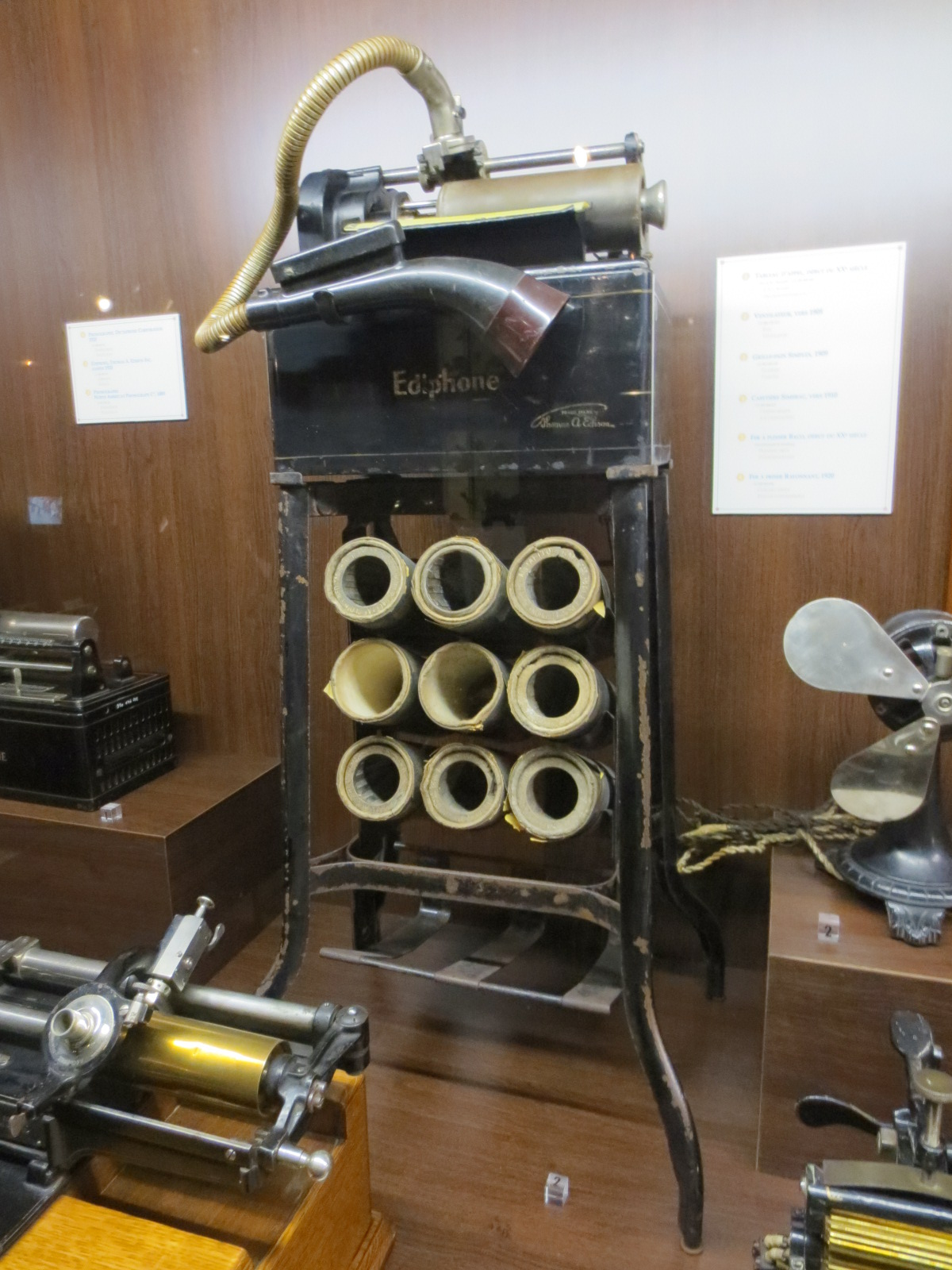
Ediphone (ca. 1920)
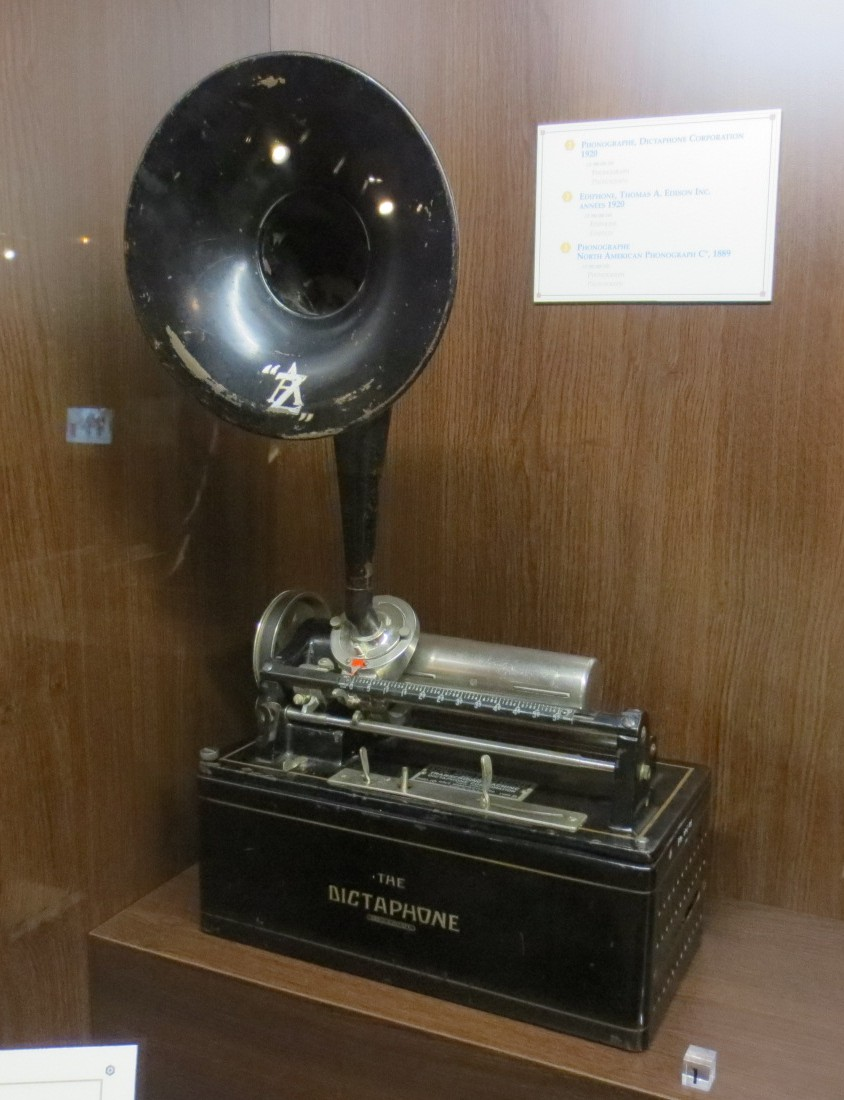
Dictaphone (ca. 1920)
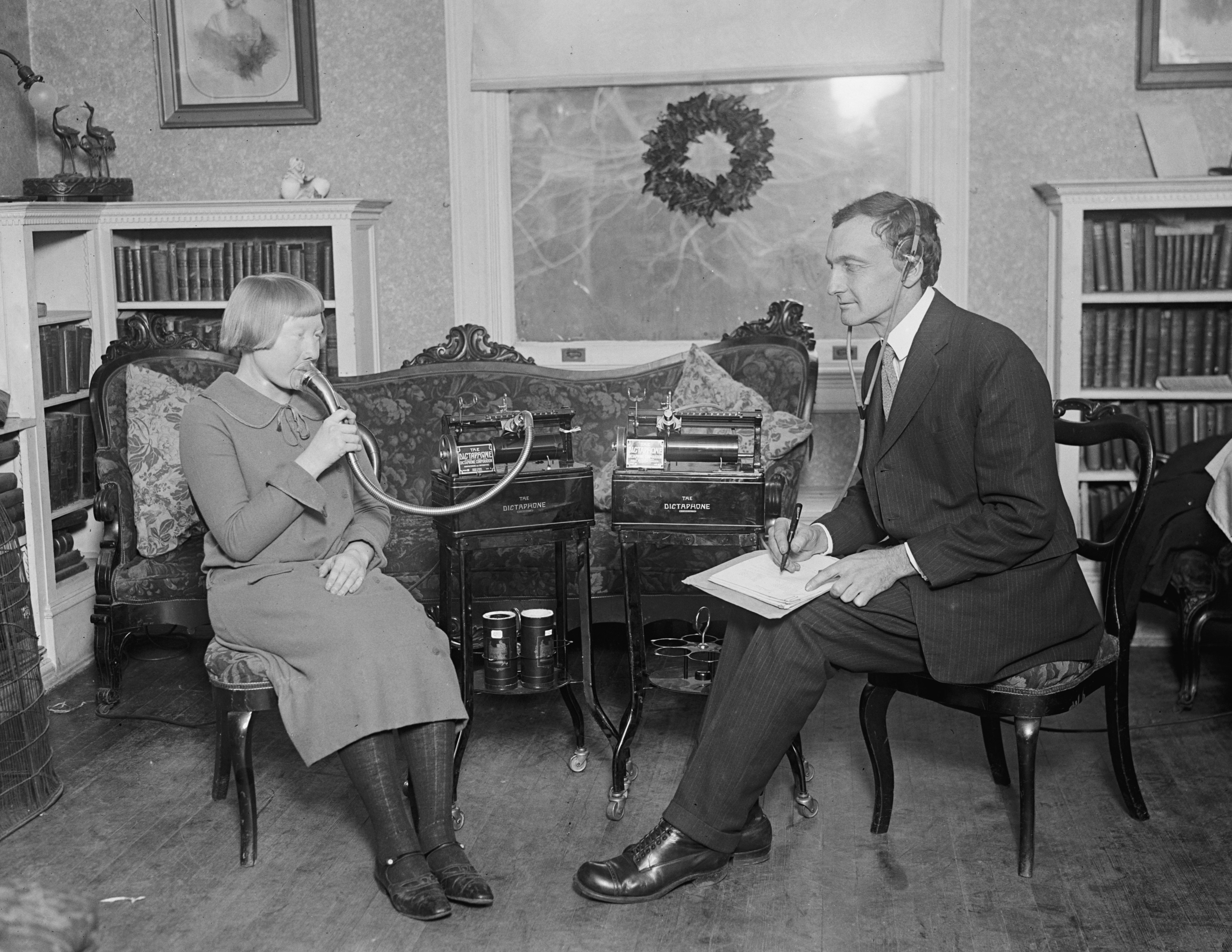
Aufnahmen durch John Peabody Harrington mit dem Diktaphon an der Smithsonian Institution, 1924
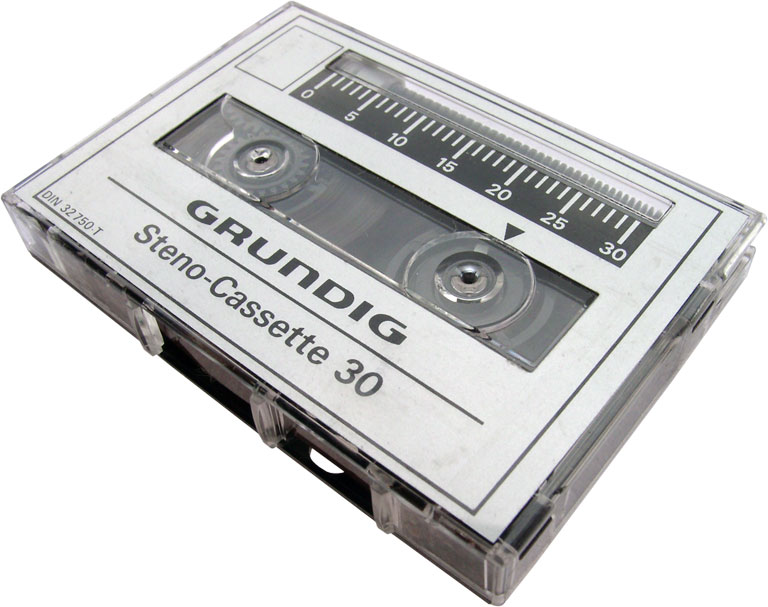
Diktiergerät-Steno-Cassette 30 (1970er Jahre)
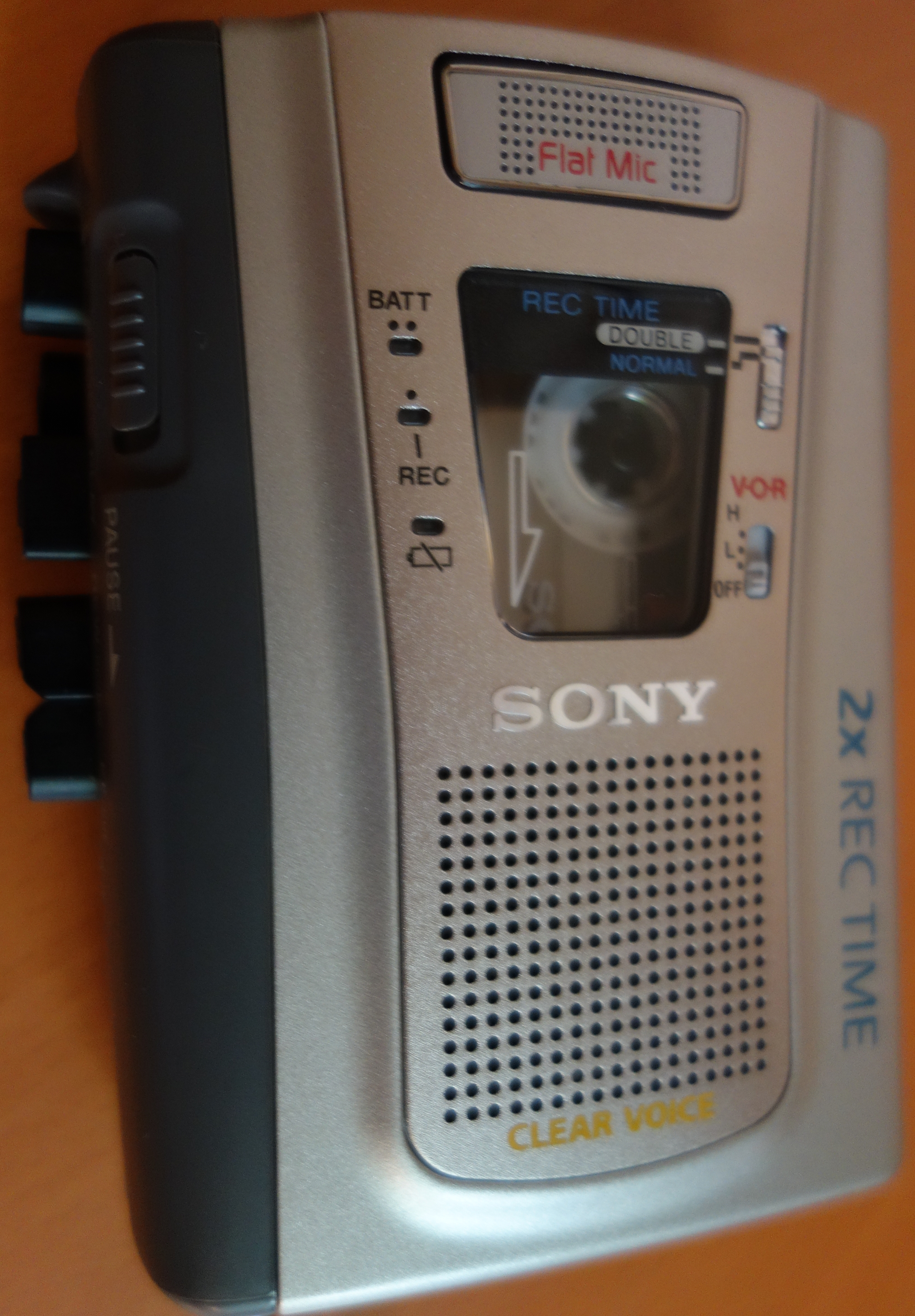
Sony Diktiergerät mit Minicassette (1980er Jahre)
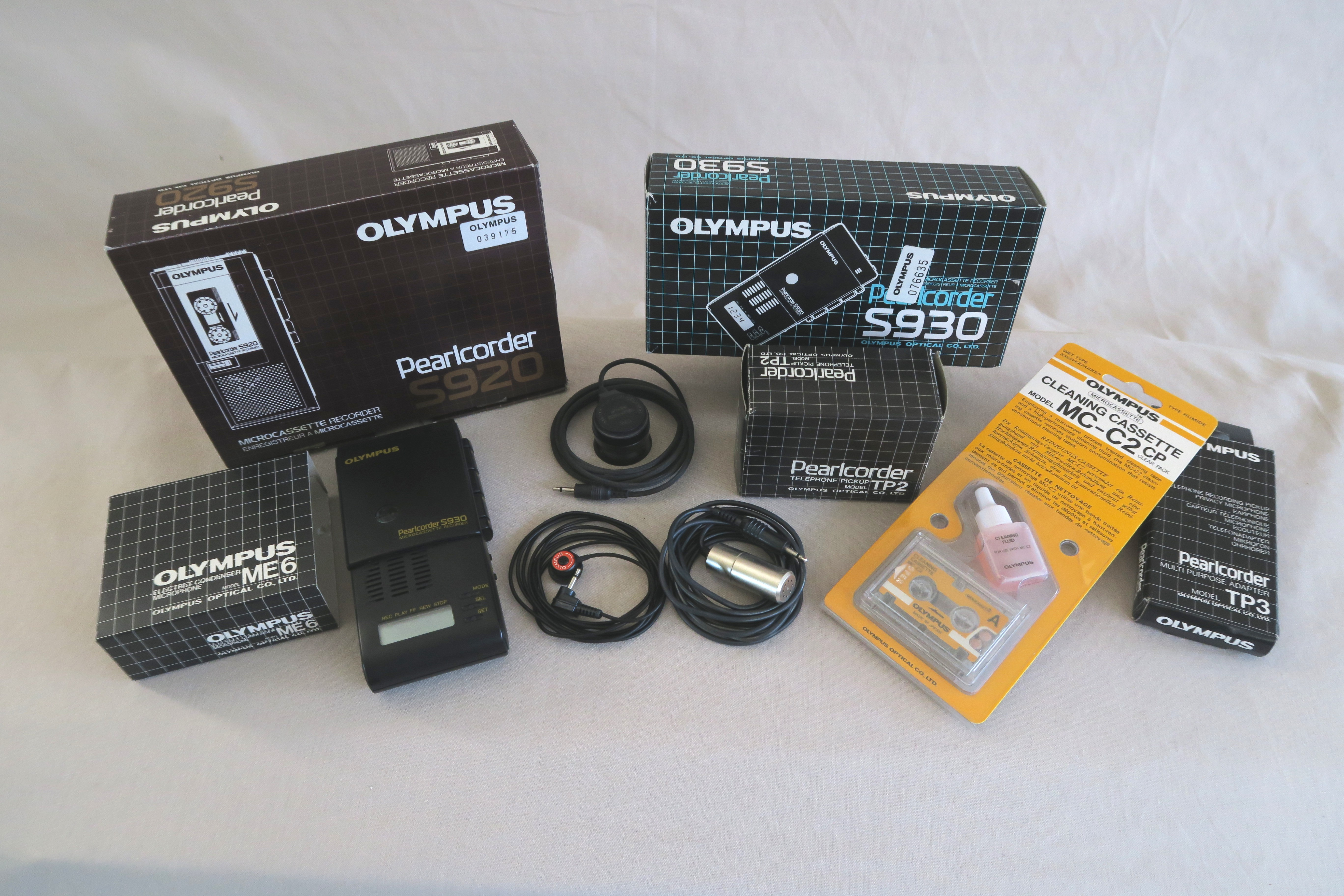
Olympus Diktiergerät mit Microcassette (1990er Jahre)
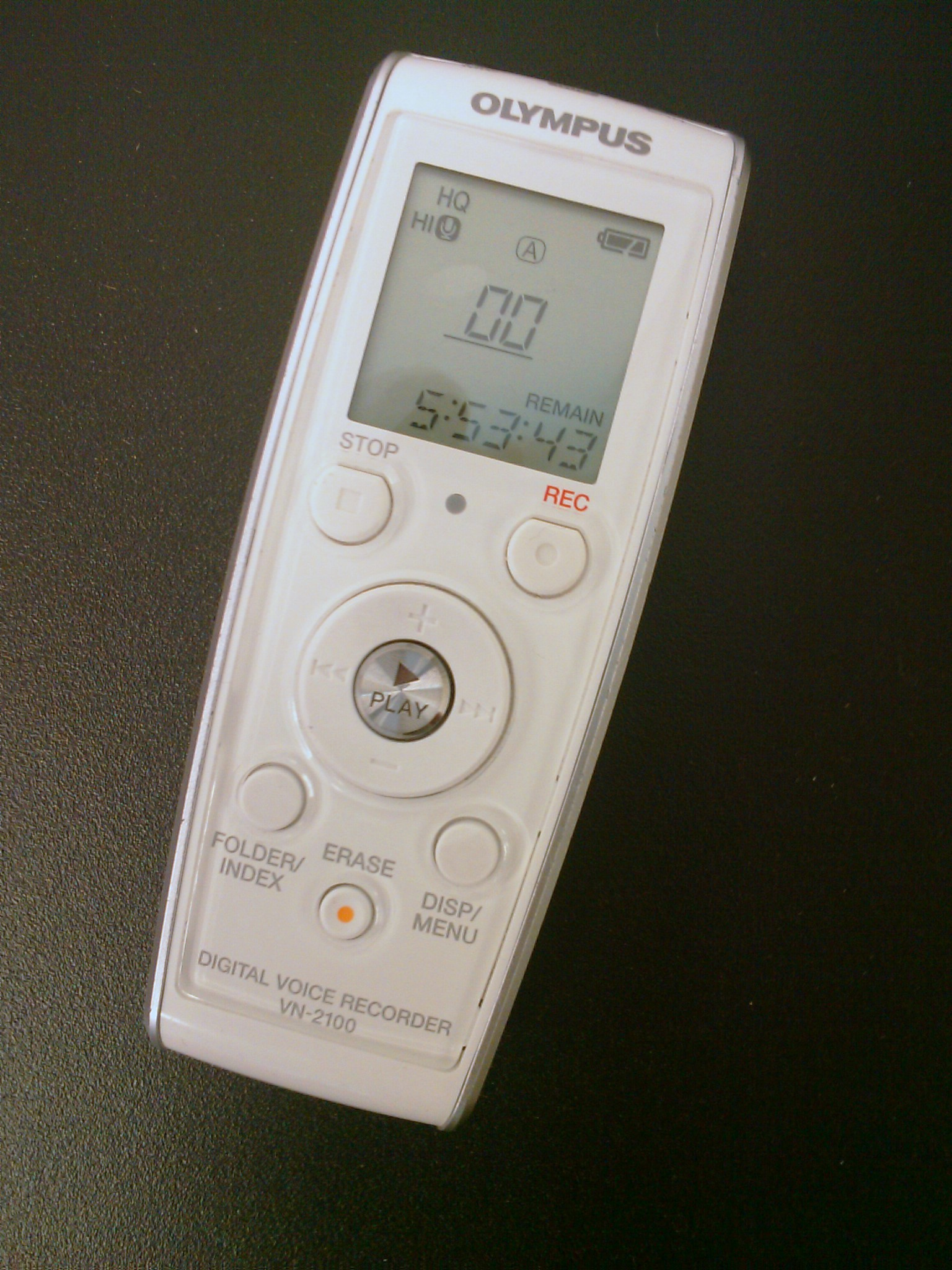
2008 eingeführtes Digitales Diktiergerät Olympus VN-2100